# Liste der Straßen und Plätze in Berlin-Friedenau

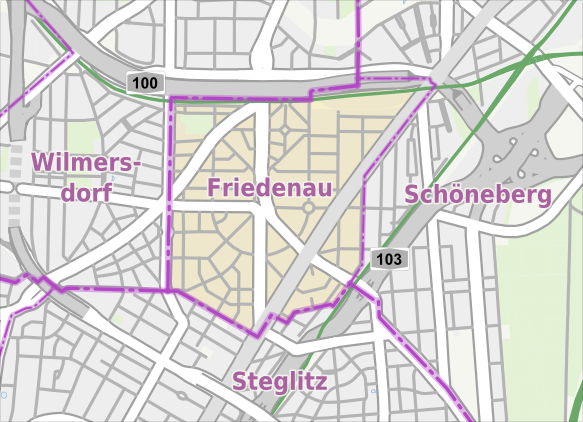
Übersichtskarte von Berlin-Friedenau

Die Liste der Straßen und Plätze in Berlin-Friedenau beschreibt das Straßensystem im Berliner Ortsteil Friedenau mit den entsprechenden historischen Bezügen. Gleichzeitig ist diese Zusammenstellung ein Teil der Listen aller Berliner Straßen und Plätze.

## Überblick
Friedenau hat 29.406 Einwohner (Stand: 31. Dezember 2024) und umfasst die Postleitzahlenbereiche 10827, 12159, 12161, 12163, und 14197.
Das städtebauliche Merkmal des Ortsteils Friedenau ist die nach dem Planer Johann Anton Wilhelm von Carstenn benannte „Carstenn-Figur“, eine regelmäßige städtebauliche Anordnung von Straßen und Plätzen. Die ursprüngliche Siedlungsstruktur ist noch gut zu erkennen: Vom zentralen Friedrich-Wilhelm-Platz, der als Anger konzipiert wurde, gehen Straßen strahlenförmig in alle Himmelsrichtungen auseinander, ein hufeisenförmiger Ring (Stubenrauch- und Handjerystraße) mit vier weiteren Plätzen (dem Perelsplatz, ehemals Berliner Platz und später Maybachplatz, dem Renée-Sintenis-Platz, früher Wilmersdorfer Platz, dem Schillerplatz, bis 1905 Schmargendorfer Platz, sowie dem ehemaligen Hamburger Platz, heute Teil des Friedhofs an der Stubenrauchstraße) legt sich um den zentralen Platz und wird im Norden durch die in West-Ost-Richtung verlaufende Achse der Mainauer-, Senta- und Evastraße geschlossen. Die zentrale Nord-Süd-Achse bildet die Bundesallee und jeweils diagonal verlaufen im Südosten die Rhein- und die Hauptstraße und nordwestlich der Südwestkorso.
Einige Friedenauer Straßen wurden nach Flüssen in Elsaß-Lothringen umbenannt, was dem Grundgedanken der Namensgebung von Friedenau zur Erinnerung an den im Jahr seiner Gründung (1871) geschlossenen „Frankfurter Frieden“ Ausdruck verleihen sollte.
Die Mehrzahl der Gebäude in Friedenau stammt vom Beginn des 20. Jahrhunderts. Dadurch hat der Ortsteil einen fast einheitlichen Baubestand. 185 Objekte stehen unter Denkmalschutz.
Der Zugang zu den Friedenauer Grundstücken ist über 64 Straßen und 13 Plätze möglich, wobei in der Aufzählung eine ungewidmete Privatstraße enthalten ist. Die Liste spiegelt damit das amtliche Verzeichnis dieser Örtlichkeiten wider, auch wenn mitunter andere Bereiche – meist östlich von Friedenau – fälschlicherweise hierzu gezählt werden. Dazu zählen der S-Bahnhof Friedenau, die Ceciliengärten und die Umgebung der Rubensstraße bis zum Grazer Damm (das sogenannte „Malerviertel“) und das Auguste-Viktoria-Krankenhaus. Die dort im ersten Drittel des 20. Jahrhunderts errichteten Wohnanlagen wurden als „Neu-Friedenau“ bezeichnet, obwohl sie im Ortsteil Schöneberg liegen.

## Übersicht der Straßen und Plätze
Die nachfolgende Tabelle gibt eine Übersicht über die vorhandenen Straßen und Plätze im Ortsteil sowie einige dazugehörige Informationen.
- Name/Lage: aktuelle Bezeichnung der Straße oder des Platzes. Über den Link Lage kann die Straße oder der Platz auf verschiedenen Kartendiensten angezeigt werden. Die Geoposition gibt die Lage der ungefähren Mitte der Straßenlänge an.
- Im amtlichen Straßenverzeichnis nicht aufgeführte Verkehrswege sind mit * gekennzeichnet.
- Ehemalige oder nicht mehr gültige Straßennamen sind kursiv gesetzt. Für bedeutende ehemalige Straßen oder historische Straßennamen ist gegebenenfalls eine gesonderte Liste vorhanden.
- Länge/Maße in Metern:
Die in der Übersicht enthaltenen Längenangaben sind  gerundete Übersichtswerte, die in Google Earth mit dem dortigen Maßstab ermittelt wurden. Sie dienen Vergleichszwecken und werden, sofern amtliche Werte bekannt sind, ausgetauscht und gesondert gekennzeichnet.
Bei Plätzen sind die Maße in der Form a × b für rechteckige Anlagen und für (ungefähr) dreieckige Anlagen als a × b × c mit a als längster Seite angegeben.
Sofern die Straße auch in benachbarte Ortsteile weiterführt, gibt der Zusatz ‚im Ortsteil‘ an, wie lang der Straßenabschnitt innerhalb des Ortsteils dieses Artikels ist.
- Namensherkunft: Ursprung oder Bezug des Namens.
- Anmerkungen: weitere Informationen über anliegende Baudenkmale oder Institutionen, die Geschichte der Straße und historische Bezeichnungen.
- Bild: Foto der Straße oder eines anliegenden Objektes.

| Name/Lage                      | Länge/Maße (in Metern)  | Namensherkunft | Datum der Benennung                          | Anmerkungen | Bild |
| ------------------------------ | ----------------------- | --- | -------------------------------------------- | --- | --- |
| Adam-Kuckhoff-Platz (Lage)     | 0070 × 50 (Dreieckform) | Adam Kuckhoff (1887–1943), Widerstandskämpfer | 30. Aug. 1990                                | Der Platz entstand durch Verkehrsberuhigung im Kreuzungsbereich der Wilhelmshöher Straße mit dem Südwestkorso und der Laubacher Straße. Den zentralen Punkt des Platzes stellt der Erikabrunnen von Heinz Spilker aus dem Jahr 1982 dar, der in Anlehnung zu dem 1911 entstandenen und im Zweiten Weltkrieg teilweise kriegsbeschädigten Kinderbrunnen neu geschaffen wurde. | Der Erikabrunnen auf dem Adam-Kuckhoff-Platz                                                                                     |
| Albestraße (Lage)              | 0410                    | Albe, Nebenfluss der Saar | 22. Okt. 1875                                | Der vorherige Name war zwischen 1872 und 1875 Querstraße II. 1875 wurde hier die I. Gemeindeschule Friedenau gegründet, die im Jahr 1970 – inzwischen als Fläming-Grundschule – in die Illstraße an der Kaisereiche umgezogen ist. In der Albestraße 3 wohnte der Komponist und Dirigent Max Bruch. Der Schauspieler Max Schreck (u. a. Nosferatu – Eine Symphonie des Grauens) zog sechsjährig 1885 mit seiner Familie in die Albestraße und verbrachte dort seine Schulzeit. | Haus in der Albestraße |
| Bachestraße (Lage)             | 0200                    | Friedrich Bache (1841–1917), Kommunalpolitiker | 1910                                         | Die Straße bildet die Verbindung zwischen der Mainauer Straße und der Bundesallee. Ihr vorheriger Name war Straße 12. | Bachestraße |
| Bennigsenstraße (Lage)         | 0380                    | Rudolf von Bennigsen (1824–1902), Politiker und Präsident des Preußischen Abgeordnetenhauses                                                              | 3. Jan. 1903                                 | Die Bennigsenstraße führt von der ehemaligen Friedenauer Straße (heute: Hauptstraße) in westliche Richtung bis zur Lauterstraße und gehörte zur Zeit der Gründung zum größten Teil zur Stadt Schöneberg. Ihr vorheriger Name war Straße 43b. | Friedenau Bennigsenstraße |
| Blankenbergstraße (Lage)       | 0225                    | Louis Ludwig Karl Ernst Blankenberg (1821–1889), Unternehmer und Kommunalpolitiker                                                                        | um 1895                                      | Um 1900 wurde ein Teil der Straße in Hertelstraße umbenannt. Die Blankenbergstraße stellt heute die Verbindung zwischen der Hertel- und Goßlerstraße im Norden sowie der südlich gelegenen Hacker- und Fröaufstraße her. Zwischen 1873 und 1895 hieß sie Bischofstraße. | Blankenbergstraße |
| Bornstraße (Lage)              | 0525                    | David Born (eigentlich: David Buttermilch, 1817–1879), Unternehmer                                                                                        | 5. Sep. 1889                                 | Die Bornstraße bildet die südwestliche Grenze zum Ortsteil Steglitz. Sie verläuft von der Kreuznacher Straße zum Walther-Schreiber-Platz, in den sie zwischen dem Schloss-Straßen-Center und dem Forum Steglitz mündet. Der erste Name zwischen 1874 und 1889 war Steglitzer Straße. | Bornstraße · Bornstraße, rechts das Forum Steglitz                                                                               |
| Breslauer Platz (Lage)         | 0070 × 50 (Dreieckform) | Breslau, ehemalige Hauptstadt Schlesiens | 1. Okt. 1964                                 | Der Platz hieß von 1875 bis 1964 Lauterplatz, davor wurde er unter anderem auch als Schulplatz bzw. Marktplatz bezeichnet. Hier findet seit 1881 noch heute dreimal wöchentlich einer der ältesten Wochenmärkte Berlins statt. Am Platz befindet sich das von Hans Altmann entworfene späthistoristische Rathaus Friedenau. Direkt auf dem Platz steht der 1929 nach Entwürfen des Architekten Heinrich Lassen als Bedürfnisanstalt mit angebautem Wartehäuschen errichtete Kiosk, der unter Denkmalschutz steht. | Rathaus Friedenau |
| Brünnhildestraße (Lage)        | 0125                    | Brünnhilde, eine Figur aus Richard Wagners Oper Die Walküre                                                                                               | 1906                                         | Der vorherige Name war Straße D. Die Straße entstand 1906 durch die Anlage des Wagnerviertels auf dem Gelände des ehemaligen Sportparks Friedenau und stellt die Nord-Süd-Verbindung zwischen der Varziner Straße und dem Cosimaplatz her. | Brünnhildestraße |
| Bundesallee (Lage)             | 1480 (im Ortsteil)      | nach dem Bundeshaus, das im Wilmersdorfer Teil zwischen Schaper- und Spichernstraße liegt                                                                 | 18. Juli 1950                                | Die Allee wurde zwischen 1872 und 1874 unter dem Namen Kaiserstraße angelegt und hieß vom 16. März 1888 bis zum 18. Juli 1950 Kaiserallee. Sie ist die zentrale Nord-Süd-Achse der Carstenn-Figur. Der nördliche Teil der Straße liegt in Wilmersdorf. Der Schriftsteller Georg Hermann wohnte in der Bundesallee 68 und 108. Der bekannte Berliner Theaterkritiker Friedrich Luft lebte in der Bundesallee 74 und der Satiriker und Schriftsteller Kurt Tucholsky wohnte in der Bundesallee 79. | Das Stammhaus der Askania-Werke in der Bundesallee                                                                               |
| Büsingstraße (Lage)            | 0380                    | Friedrich Wilhelm Büsing (1834–1904), Architekt, Hochschullehrer und Kommunalpolitiker                                                                    | um 1905                                      | Die Straße verläuft in Nord-Süd-Richtung zwischen der Odenwald- und der Bornstraße. In der Büsingstraße 16 wohnte die Künstlerin Hannah Höch (Berliner Gedenktafel am Haus). | Büsingstraße |
| Cosimaplatz (Lage)             | 0050 × 50               | Cosima Wagner (1837–1930), Frau von Richard Wagner | 12. Feb. 1935                                | Der vorherige Name war zwischen 1905 und 1935 Wagnerplatz. Auf dem umliegenden Gelände des Wagnerviertels befand sich bis 1904 eine 500 Meter lange ovale Radrennbahn aus Zement, die im damaligen Sportpark Friedenau lag. Der Sportpark wurde abgerissen und das Gelände ab 1906 mit Mietshäusern bebaut. | Cosimaplatz |
| Deidesheimer Straße (Lage)     | 0175 (im Ortsteil)      | Deidesheim, Stadt im rheinland-pfälzischen Landkreis Bad Dürkheim                                                                                         | 19. Aug. 1909                                | Der westliche Teil der Straße liegt im Rheingauviertel in Wilmersdorf. Der Friedenauer Teil verläuft in Ost-West-Richtung zwischen Südwestkorso und Laubacher Straße. Der erste Name war Straße 14. | Deidesheimer Straße |
| Dickhardtstraße (Lage)         | 0350                    | Konrad Dickhardt (1899–1961), Kommunalpolitiker | 1. Nov. 1962                                 | Der vormalige Name zwischen 1872 und 1962 war Ringstraße. Hier entstanden nach 1871 die ersten Bebauungen der seinerzeitigen Landhauskolonie Friedenau. Die Straße verläuft halbkreisförmig als Verlängerung der Roennebergstraße bis zum Breslauer Platz. Sie beginnt und endet jeweils an der Rheinstraße. | Dickhardtstraße in Höhe der Rheinstraße                                                                                          |
| Elsastraße (Lage)              | 0110                    | Elsa von Brabant, eine Frauenfigur aus Richard Wagners Oper Lohengrin                                                                                     | 1906                                         | Der erste Name war bis 1906 Straße D. Die Straße zwischen dem Cosimaplatz im Norden und der südlich gelegenen Sarrazinstraße entstand durch die Anlage des Wagnerviertels auf dem Gelände des ehemaligen Sportparks Friedenau. Der Zeichner und Illustrator Walter Trier wohnte von 1912 bis 1916 in der Elsastraße 2. | Elsastraße |
| Eschenstraße (Lage)            | 0150                    | nach der Erstbepflanzung mit Eschenbäumen | 15. Mai 1905                                 | Die Eschenstraße verläuft zwischen der Stubenrauch- und der Görresstraße. Der vorherige Name war Straße 11. Nach dem Zweiten Weltkrieg plante man im Jahr 1945, die Eschenstraße in Fritz-Haber-Straße umzubenennen, was allerdings durch den damaligen Magistrat nicht bestätigt wurde. | Eschenstraße |
| Evastraße (Lage)               | 0100                    | Eva, eine Frauengestalt aus Richard Wagners Oper Die Meistersinger von Nürnberg.                                                                          | 1906                                         | Die zwischen dem Cosimaplatz und der Handjerystraße verlaufende Straße entstand 1906 durch die Anlage des Wagnerviertels auf dem Gelände des ehemaligen Sportparks Friedenau. Sie ist heute vom Cosimaplatz aus eine Sackgasse. | Evastraße |
| Fehlerstraße (Lage)            | 0425                    | Adolf Fehler (1828–1903), Berliner Kommunalpolitiker | um 1900                                      | Der nördlich des heutigen Friedhofs Schöneberg III verlaufende Abschnitt der Fehlerstraße hieß vorher Am Friedhof und wurde um 1900 in Fehlerstraße umbenannt. Die Straße verbindet die Laubacher Straße mit dem Südwestkorso. In der Fehlerstraße 8 hatte die Bildgießerei Hermann Noack bis zum Jahr 2009 ihren traditionellen Sitz. | Fehlerstraße |
| Fregestraße (Lage)             | 0835 (im Ortsteil)      | Ferdinand Ludwig Frege (1804–1883), Theologe und Historiker, zwischen 1846 und 1883 Pfarrer in Schöneberg.                                                | 29. Apr. 1884                                | Die Fregestraße bildet die südliche Verlängerung der Stierstraße und verläuft zwischen Hauptstraße und Feuerbachstraße. Der vorherige Name war Straße 27. Der südliche Teil der Straße liegt in Steglitz. Die Häuser der östlichen Straßenseite zwischen Hauptstraße und Holsteinischer Straße gehören zum Ortsteil Schöneberg. Der Dichter und Schriftsteller Hans Magnus Enzensberger wohnte in der Fregestraße 19. Im Haus Nr. 80 hatte der damalige Stadtverordnete und spätere Bundespräsident Theodor Heuss seine Wohnung. | Fregestraße |
| Friedenauer Höhe (Lage)        | 0480                    | Name einer Neubausiedlung auf leicht erhöhtem Gelände am nördlichen Rand von Friedenau                                                                    | 21. März 2020                                | Die Straße führt von der Hauptstraße zum Lauterplatz und erschließt die gleichnamige Neubausiedlung auf dem Gelände des ehemaligen Güterbahnhofs Berlin-Wilmersdorf. | |
| Friedrich-Wilhelm-Platz (Lage) | 0275 × 85 (ovale Form)  | Friedrich Wilhelm III. (1770–1840), preußischer König | um 1870                                      | Der Platz mit der neugotischen Kirche Zum Guten Hirten entstand nach Plänen von Johann Anton Wilhelm von Carstenn und Johannes Otzen als Platzerweiterung an der damaligen Kaiserstraße (heute: Bundesallee). Er bildet den zentralen Platz der – den Ortsteil prägenden – Carstenn-Figur. 1945 gab es Bestrebungen, den Friedrich-Wilhelm-Platz in Engelsplatz umzubenennen, was allerdings durch den damaligen Magistrat nicht bestätigt wurde. Unter dem Platz liegt der gleichnamige U-Bahnhof der Linie U9. | Die Kirche „Zum Guten Hirten“ auf dem Friedrich-Wilhelm-Platz                                                                    |
| Fröaufstraße (Lage)            | 0165                    | Wilhelm Fröauf (1814–1899), Kommunalpolitiker und Geheimer Rechnungsrat an der Gewerbeakademie                                                            | um 1890                                      | Der erste Name zwischen 1873 und 1890 war Schillingstraße. Durch Teilung der Schillingstraße in Fröaufstraße und Hackerstraße entstand die heutige Straße, die auf der östlichen Seite in die Bundesallee mündet. | Fröaufstraße |
| Görresstraße (Lage)            | 0315                    | Josef Görres (1776–1848), Schriftsteller und Historiker                                                                                                   | 31. Juli 1947                                | Die vorherigen Namen waren bis 1937 Wilhelmstraße, von 1937 bis 1945 Golzheimer Straße und zwischen 1945 und 1947 Aufbaustraße. Zwischen 1967 und 1976 war in der Görresstraße 8 der „Buchhändlerkeller“ als literarische Kultureinrichtung und Veranstaltungsort des Ortsteils Friedenau ansässig. | Die Görresstraße in Richtung Südwestkorso                                                                                        |
| Goßlerstraße (Lage)            | 0390                    | Gustav von Goßler (1838–1902), Politiker | 1883                                         | Die Straße verläuft von der Hertel- und Blankenbergstraße bis zum Friedrich-Wilhelm-Platz. Ab der Stubenrauchstraße ist sie eine Sackgasse. Der vorherige Name von 1876 bis 1883 war Centralstraße. In der Goßlerstraße 13–15 befindet sich das Paul-Natorp-Gymnasium (ehemals: Königin-Luise-Mädchenlyzeum). | Goßlerstraße am Friedrich-Wilhelm-Platz                                                                                          |
| Hackerstraße (Lage)            | 0170 (im Ortsteil)      | Johann Carl Hacker (1811–1892), Kommunalpolitiker und Geheimer Rechnungsrat im Kaiserlichen Kriegsministerium                                             | um 1890                                      | Durch Teilung der Schillingstraße (1873–1890) in Fröaufstraße und Hackerstraße entstand die heutige Straße, deren Straßenland teilweise in Steglitz liegt. | Hackerstraße |
| Hähnelstraße (Lage)            | 0315                    | Hermann Hähnel (auch: Hänel, 1830–1894), Unternehmer und Baumeister                                                                                       | 2. Nov. 1892                                 | Die Straße verläuft von der Lauterstraße am Perelsplatz bis zur Hauptstraße. Der erste Name war Straße 43a. | Hähnelstraße |
| Handjerystraße (Lage)          | 1120                    | Nicolaus Prinz Handjery (1836–1900), Politiker | 1883                                         | Die Straße entstand durch die Zusammenlegung der ehemaligen Promenade II mit Promenade I sowie der Promenade III. Die Handjerystraße bildet zusammen mit der Stubenrauchstraße die für Friedenaus Straßenstruktur charakteristische U-Form der Carstenn-Figur. In der Handjerystraße 2 stürzte während der Berliner Luftbrücke, die anlässlich der Blockade Berlins 1948/1949 eingerichtet wurde, am 25. Juli 1948 ein „Rosinenbomber“ ab und beschädigte das Gebäude schwer. Das Dach des gegenüberliegenden Friedenauer Gymnasiums wurde dabei ebenfalls in Mitleidenschaft gezogen. Eine Gedenktafel am Haus Handjerystraße 2 erinnert an die beiden US-Piloten, die damals ums Leben kamen. | Handjerystraße, in Blickrichtung Renée-Sintenis-Platz · Handjerystraße / Ecke Albestraße                                         |
| Hannah-Höch-Weg (Lage)         | 0600                    | Hannah Höch (1889–1978), Malerin, die von 1917 bis 1933 in Friedenau lebte                                                                                | 21. März 2020                                | Der Weg führt auf der Trasse der ehemaligen Straße am Güterbahnhof Wilmersdorf von der Handjerystraße zur Hauptstraße entlang der Neubausiedlung Friedenauer Höhe auf dem Gelände des ehemaligen Güterbahnhofs Berlin-Wilmersdorf. Seine beiden Enden bildeten früher die Zufahrten zu diesem Güterbahnhof. | Hannah-Höch-Weg |
| Hauptstraße (Lage)             | 0825 (im Ortsteil)      | die wichtigste Durchgangsstraße Friedenaus und Teil der ehemaligen Berlin-Potsdamer Chaussee                                                              | 27. Aug. 1881 und 1908 (in zwei Abschnitten) | Am 13. Juni 1893 wurde die Friedenauer Straße von der Mühlenstraße bis zur Ringstraße in die Hauptstraße einbezogen (heute: Dominicusstraße bis Innsbrucker Platz). Der verbleibende Teil der Friedenauer Straße (zwischen Innsbrucker Platz und Rheinstraße) wurde erst am 12. Dezember 1907 bzw. am 13. Februar 1908 in Hauptstraße umbenannt. Am Breslauer Platz liegt das Rathaus Friedenau. Die Straße war Teil der Reichsstraße 1 und danach bis in die 1970er Jahre der Bundesstraße 1. In der Hauptstraße 78/79 befindet sich das 1929 als Stahlskelettbau gestaltete Gebäude des Roxy-Palastes. Hier ereignete sich in der Nacht vom 4. auf den 5. April 1986 ein Attentat auf die seinerzeit dort befindliche Diskothek „La Belle“, das weltweit Aufsehen erregte. – Ein Teil der Straße verläuft in Schöneberg. | Roxy-Palast in der Hauptstraße                                                                                                   |
| Hedwigstraße (Lage)            | 0130 (im Ortsteil)      | Hedwig Neumann, einzige Tochter des Schöneberger Pfarrers Ferdinand Ludwig Frege, nach dem ebenfalls eine Straße in Friedenau benannt ist (→ Fregestraße) | 29. Apr. 1884                                | Die Straße wurde Mitte der 1880er Jahre bebaut. Sie verläuft als Verlängerung der Schmargendorfer Straße von der Rheinstraße und bis zur Sponholzstraße. Der östliche Teil der Straße liegt in Schöneberg. Die islamische Glaubensgemeinschaft besitzt eine relativ unscheinbare Moschee in der Hedwigstraße 15. | Friedenauer Teil der Hedwigstraße                                                                                                |
| Hertelstraße (Lage)            | 0250                    | Albert August Robert Hertel (1824–1886), Geheimer Rechnungsrat und Berliner Kommunalpolitiker                                                             | um 1900                                      | Die Straße verläuft von der Goßlerstraße bis zur Laubacher Straße. Um 1900 entstand die Hertelstraße als ehemaliger Teil der Blankenbergstraße. Der vorherige Name war um 1873 bis um 1895 Bischofstraße. | Hertelstraße |
| Holsteinische Straße (Lage)    | 0270                    | Holstein, südlicher Landesteil von Schleswig-Holstein, ehemals preußische Provinz                                                                         | um 1896                                      | Die Straße verläuft von der Flora- bis zur Fregestraße. Die vorherigen Namen waren Straße 22 und Straße 26. Das Straßenland liegt teilweise in Steglitz. | Holsteinische Straße |
| Homuthstraße (Lage)            | 0145                    | Johannes Homuth (1839–1922), Kommunalpolitiker | 1906                                         | Die Straße verläuft von der Wiesbadener Straße bis zur Schwalbacher Straße. Hier liegt ein Eingang des Rheingau-Gymnasiums (ehemals: Reform-Realgymnasium und Oberrealschule). Der Namensgeber der Straße war Gemeindeältester und Ehrenbürger von Friedenau. Er hat ein Ehrengrab auf dem Friedhof in der Stubenrauchstraße. | Homuthstraße |
| Illstraße (Lage)               | 0085                    | Ill, linker Nebenfluss des Rheins | 22. Okt. 1875                                | Die Illstraße verband früher die Holsteinische Straße mit der Kaisereiche; sie ist heute von der Saarstraße aus eine Sackgasse. Der vorherige Name von 1872 bis 1875 war Kastanienstraße. In der Illstraße 4–6 befindet sich die Fläming-Grundschule (ursprünglich: I. Friedenauer Gemeindeschule). | Illstraße von der Kaisereiche gesehen                                                                                            |
| Innsbrucker Platz (Lage)       | 0090 (Durchmesser)      | Innsbruck, Stadt in Österreich | 14. Sep. 1927                                | Der Platz entstand im Jahr 1910 und wurde seitdem mehrfach umgestaltet. Er ist ein zentraler Verkehrsknotenpunkt: Hier verlaufen die Ringbahn der S-Bahn und die Linie U4 der U-Bahn, die hier jeweils einen Bahnhof haben. Der Platz wird seit 1979 von der Stadtautobahn unterquert und hat eine Autobahnanschlussstelle erhalten, die den Platz mit ihrem starken Autoverkehr dominiert. Ein Teil des Platzes gehört zu Schöneberg. | Innsbrucker Platz |
| Isoldestraße (Lage)            | 0150                    | Isolde, Königin von Cornwallis, Figur aus Richard Wagners Oper Tristan und Isolde                                                                         | 1906                                         | Die Straße im heutigen Wagnerviertel verläuft von der Handjerystraße bis zur Varziner Straße. Der vorherige Name vor 1876 bis 1906 war Moltkestraße. Ursprünglich war die Straße zeitweise namenlos oder wurde Straße C genannt. | Isoldestraße |
| Kaisereiche (Lage)             | 0070 (Durchmesser)      | nach Kaiser Wilhelm I. benannt | 22. März 1879                                | Anlässlich der Goldenen Hochzeit von Kaiser Wilhelm I. und seiner Gemahlin Augusta wurde die auf dem heutigen Mittelstreifen der Saarstraße stehende Eiche gepflanzt, die auch an den 82. Geburtstag des Kaisers erinnern sollte. Der Platz wurde vorher als Rondell bezeichnet. | Kaisereiche |
| Kreisauer Straße (Lage)        | 0075                    | Kreisau (heute: Krzyżowa), Stadt im ehemaligen Niederschlesien, (heute: Woiwodschaft Niederschlesien)                                                     | 1910                                         | Die Kreisauer Straße ist die kürzeste Straße Friedenaus. Sie verläuft von der Fehlerstraße bis zur Varziner Straße. | Kreisauer Straße |
| Kreuznacher Straße (Lage)      | 0095                    | Bad Kreuznach, Stadt an der Nahe | 1903                                         | Die Straße verläuft von der Bornstraße und Odenwaldstraße bis zum Breitenbachplatz, wobei Teile der Straße in Steglitz und Wilmersdorf liegen. Der erste Name war Straße 12. | Kreuznacher Straße |
| Kundrystraße (Lage)            | 0100                    | Kundry, eine Gestalt aus Richard Wagners Oper Parsifal | 1906                                         | Die Straße entstand 1906 durch die Anlage des Wagnerviertels auf dem Gelände des ehemaligen Sportparks Friedenau. Sie verläuft von der Bundesallee bis zur Sarrazinstraße. | Wolffs Bücherei an der Ecke Bundesallee/Kundrystraße                                                                             |
| Laubacher Straße (Lage)        | 1120                    | Laubach, Stadt in Hessen | 16. März 1888                                | Die vorherigen Namen waren zwischen 1856 und 1880 Steglitzer Weg, ab 1880 Grüner Weg, mitunter auch Grenzstraße. Die Straße verläuft zwischen der Maßmann- und Kreuznacher Straße bis zur Blisse- und Varziner Straße. Sie bildet die Grenze zwischen den Ortsteilen Wilmersdorf und Friedenau, wobei das Straßenland zu Wilmersdorf gehört. | Laubacher Straße |
| Lauterplatz (Lage)             | 0090 × 30               | Lauter, linker Nebenfluss des Rheins | 21. März 2020                                | Der Platz liegt in der Neubausiedlung Friedenauer Höhe auf dem Gelände des ehemaligen Güterbahnhofs Berlin-Wilmersdorf. | Lauterplatz |
| Lauterstraße (Lage)            | 0570                    | Lauter, linker Nebenfluss des Rheins | 22. Okt. 1875                                | Als eine der ersten Straßen in Friedenau wurde die Lauterstraße ab 1872 angelegt und zunächst Grenzstraße benannt. Sie verläuft von der Bennigsenstraße bis zum Breslauer Platz, wo sie das Rathaus Friedenau begrenzt. | Lauterstraße: Ehemalige Feuerwache im Rathaus Friedenau                                                                          |
| Lefèvrestraße (Lage)           | 0545                    | Robert Lefèvre (1843–1905), Geheimer Kanzleirat und Kommunalpolitiker                                                                                     | 25. Mai 1905                                 | Die Straße verläuft von der Bundesallee bis zur Hertelstraße. Das Grab des Namensgebers befindet sich auf dem Friedhof an der Stubenrauchstraße. | Lefèvrestraße |
| Liane-Berkowitz-Platz (Lage)   | 0070 × 50 (Dreieckform) | Liane Berkowitz (1923–1943), Widerstandskämpferin | 18. Jan. 2000                                | Auf dem Platz am Südwestkorso, Wilhelmshöher Straße und Rheingaustraße befindet sich das charakteristische Kioskhäuschen des Architekten Hans Altmann. Der Platz war bis zum Jahr 2000 namenlos. | Häuser am Liane-Berkowitz-Platz                                                                                                  |
| Mainauer Straße (Lage)         | 0200                    | Insel Mainau im Bodensee | um 1895                                      | Die Schreibweise um die Wende zum 20. Jahrhundert war Meinauer Straße. Sie verläuft in Verlängerung der Sentastraße von der Bundesallee bis zum Südwestkorso. | Mainauer Straße |
| Moselstraße (Lage)             | 0145                    | Mosel, linker Nebenfluss des Rheins | 22. Okt. 1875                                | Die Straße verläuft von der Dickhardt- und Wilhelm-Hauff-Straße bis zur Kaisereiche, wo sie als Sackgasse endet. Der vorherige Name von 1872 bis 1875 war Ahornstraße. 1926 wurde die Moselstraße zwischen der damaligen Ringstraße (heute: Dickhardtstraße) und der früheren Grenze zu Schöneberg in Wilhelm-Hauff-Straße umbenannt. | Moselstraße |
| Niedstraße (Lage)              | 0415                    | Nied, Nebenfluss der Saar | 22. Okt. 1875                                | Der erste Name von 1872 bis 1875 war Querstraße III. Weil sich in dieser Straße u. a. viele Schriftsteller niedergelassen hatten, wird die Straße auch als „Literaturmeile“ bezeichnet. So wohnte Literaturnobelpreisträger Günter Grass zwischen 1963 und 1996 in der Niedstraße 13, der Schriftsteller Uwe Johnson und der Maler Karl Schmidt-Rottluff lebten und wirkten im Haus Nr. 14. Im Haus Nr. 5 gründeten die Brüder Siegmund und David Loewe 1923 die Radiofrequenz GmbH, aus der die Loewe-Opta AG hervorging. Ebenfalls in der Niedstraße 5 wohnte später Erich Kästner bei seiner Sekretärin Elfriede Mechnig. Der Schriftsteller Max Halbe lebte in der Nr. 10 und der Schriftsteller und Dramaturg Günther Weisenborn im Haus Nr. 25. → Siehe auch: „Literarisches“ im Friedenau-Artikel.                  | Das Haus Niedstraße 13, in dem Günter Grass zwischen 1963 und 1996 wirkte                                                        |
| Odenwaldstraße (Lage)          | 0440                    | Odenwald, Mittelgebirge in Hessen | um 1890                                      | Die Ende des 19. Jahrhunderts neu angelegte Straße verläuft von der Stubenrauchstraße bis zur Kreuznacher und Rheingaustraße. | Odenwaldstraße |
| Offenbacher Straße (Lage)      | 0240 (im Ortsteil)      | Offenbach am Main, Stadt in Hessen | 19. Aug. 1909                                | Die Straße verbindet den Südwestkorso in Höhe der Stubenrauchstraße mit der Hohensteiner Straße. Der erste Name war Straße 13. Der westliche Teil der Straße liegt im Rheingauviertel in Wilmersdorf. In der Offenbacher Straße befindet sich die Ruppin-Grundschule und die Bobertal-Hauptschule (ehemals: III. Friedenauer Gemeindeschule). | Offenbacher Straße |
| Ortrudstraße (Lage)            | 0125                    | Ortrud, Figur aus Richard Wagners romantischer Oper Lohengrin                                                                                             | 1906                                         | Die Straße verläuft von der Bundesallee bis zur Elsastraße. Sie entstand 1906 durch die Anlage des Wagnerviertels auf dem Gelände des ehemaligen Sportparks Friedenau. | Ortrudstraße |
| Perelsplatz (Lage)             | 0170 × 70               | Friedrich Justus Perels (1910–1945), Justitiar der Bekennenden Kirche                                                                                     | 1. Okt. 1961                                 | Der vorherige Name des Platzes war von 1873 bis 1884 Berliner Platz, zwischen 1884 und 1961 Maybachplatz, benannt nach dem preußischen Handelsminister und Minister für öffentliche Arbeiten Albert von Maybach. Im Volksmund wurde die Grünanlage wegen ihres Baumbestandes lange als Birkenwäldchen bezeichnet. Am Platz befindet sich die Friedrich-Bergius-Oberschule (das ehemalige Friedenauer Gymnasium). Der Perelsplatz ist der nordöstliche von vier Plätzen, die die Eckpunkte der Carstenn-Figur bilden. | Parkcafé am Perelsplatz |
| Peschkestraße (Lage)           | 0100 (im Ortsteil)      | Karl Hermann Peschke (1838–1912), Kommunalpolitiker und von 1892 bis 1901 Gemeindevertreter in Steglitz                                                   | um 1902                                      | Die Straße verläuft von der Rheinstraße bis zur Fregestraße. Der vorherige Name war Straße 25. Ein Teil der Straße liegt in Steglitz. | Peschkestraße |
| Renée-Sintenis-Platz (Lage)    | 0070 (Durchmesser)      | Renée Sintenis (1888–1965), Bildhauerin | 1. Apr. 1967                                 | Der erste Name von 1872 bis 1967 war Wilmersdorfer Platz. Die heutige Platzgestaltung erfolgte 1955 durch Karl Tümler. Am Platz steht das imposante Gebäude des ehemaligen Kaiserlichen Postamtes I. Klasse (später Postamt 410, heute Sitz der PSD Bank) von Ludwig Meyer, das am 1. Oktober 1918 auf der Grundfläche des ursprünglich hier geplanten Rathauses Friedenau eröffnet wurde. Das Gebiet rund um den Platz stellt das älteste Baugebiet Friedenaus dar. Der Renée-Sintenis-Platz ist der südöstliche von vier Plätzen, die die Eckpunkte der Carstenn-Figur bilden. Der Platz, der 1955 von Karl Tümler umgestaltet wurde, ist ein Gartendenkmal; auf ihm wurde die Plastik Grasendes Fohlen von Renée Sintenis aufgestellt.                                                                                  | Der ehemalige Wilmersdorfer Platz um 1900, heute: Renée-Sintenis-Platz · Renée-Sintenis-Platz · Renée Sintenis: Grasendes Fohlen |
| Retzdorffpromenade (Lage)      | 0090                    | Willy Retzdorff (1856–1910), Kommunalpolitiker | 1910                                         | Die Retzdorffpromenade ist ausschließlich den Fußgängern gewidmet und bildet eine kleine parkähnliche Verbindung zwischen der Rheingaustraße und der Lefèvrestraße. | Retzdorffpromenade |
| Rheingaustraße (Lage)          | 0680                    | Rheingau, eine Region in Hessen | um 1895                                      | Der erste Name von 1873 bis 1895 war Parallelstraße. Die Straße verläuft vom Südwestkorso in Höhe des Liane-Berkowitz-Platzes bis zur Bornstraße. In der Rheingaustraße 30 befand sich Anfang des 20. Jahrhunderts das Elektrizitätswerk der damaligen Landhauskolonie und in der Nummer 8 wohnte der Lyriker Rainer Maria Rilke. In der Rheingaustraße 7 befindet sich die Stechlinsee-Grundschule. | Ehemaliges Elektrizitätswerk Friedenau · Stechlinsee-Grundschule in der Rheingaustraße                                           |
| Rheinstraße (Lage)             | 0985                    | nach der Verbindung zwischen Berlin und dem Rhein | 22. Okt. 1875                                | Der Teil der ehemaligen Provinzialchaussee Berlin–Potsdam wurde 1875 wegen der Verbindung zwischen Berlin und dem Rheinland umbenannt. Die Straße war später Teil der Reichsstraße 1 und danach bis in die 1970er Jahre der Bundesstraße 1. Sie stellt als Ein- und Ausfallstraße die Verbindung zwischen der Innenstadt und den südwestlichen Bezirken Berlins her und ist eine der wichtigsten Einkaufsstraßen Friedenaus. | Rheinstraße, Höhe der Goerz'schen Höfe                                                                                           |
| Roennebergstraße (Lage)        | 0200                    | Georg Roenneberg (1834–1895), Friedenauer Gemeindevorsteher                                                                                               | 21. Sep. 1892                                | Die Straße verläuft von der Rheinstraße bis zur Handjerystraße. Der vorherige Name zwischen 1885 und 1890 war Neue Straße, danach bis 1892 Ringstraße. In der Roennebergstraße 3a wurde im Jahr 2006 (135 Jahre nach der ursprünglichen Gründung der ehemaligen Askania-Werke) die Askania AG neu gegründet. | Roennebergstraße |
| Rotdornstraße (Lage)           | 0125                    | nach der Erstbepflanzung der Straße mit Rotdornbäumen | 1906                                         | Die Straße verläuft mit einem 90-Grad-Bogen zwischen der Wiesbadener und der Stubenrauchstraße. | Rotdornstraße |
| Saarstraße (Lage)              | 0290                    | Saar, Nebenfluss der Mosel | 22. Okt. 1875                                | Die Straße verbindet die Rheinstraße, Schmiljanstraße und Kaisereiche mit der Knausstraße hinter der Friedenauer Brücke. Ein kurzer Teil der Straße (Haus Nr. 11a) gehört zu Steglitz. Der erste Name zwischen 1872 und 1875 war Bahnstraße. Der Politiker Karl Kautsky wohnte in der Saarstraße 14. | Saarstraße |
| Sarrazinstraße (Lage)          | 0340                    | Otto Sarrazin (1842–1921), Geheimer Oberbaurat und Kommunalpolitiker                                                                                      | 31. Juli 1947                                | Die vorherigen Namen waren zwischen 1872 und 1876 Carlsruher Straße, zwischen 1876 und 1937 Bismarckstraße und zwischen 1937 und 1947 Jänischallee. Die nach 1945 vorgesehene Umbenennung in Maybachstraße wurde vom Magistrat nicht genehmigt. Der Architekt und Schriftsteller Max Frisch wohnte in der Sarrazinstraße 8. | Sarrazinstraße in Richtung Perelsplatz                                                                                           |
| Schillerplatz (Lage)           | 0070 (Durchmesser)      | Friedrich Schiller (1759–1805), Dichter | 8. Mai 1905                                  | Der erste Name war Schmargendorfer Platz. Um einen besseren Verkehrsfluss zu gewährleisten (insbesondere dem der damaligen BVG-Buslinie A17), wurde 1957 die seinerzeit um den Platz verlaufende Wiesbadener Straße verbreitert und im rechten Winkel über die Stubenrauchstraße geführt. Der Schillerplatz ist der südwestliche von vier Plätzen, die die Eckpunkte der Carstenn-Figur bilden. | Schillerplatz |
| Schmargendorfer Straße (Lage)  | 0390                    | Schmargendorf, Ortsteil zu dem die Straße führt | 26. Okt. 1875                                | Die Straße verläuft von der Rheinstraße am Breslauer Platz bis zur Bundesallee am Friedrich-Wilhelm-Platz, wo sie als Sackgasse endet. In der Schmargendorfer Straße 32 hat der karibische Inselstaat Jamaika seine Botschaft. | Schmargendorfer Straße in Richtung Friedrich-Wilhelm-Platz                                                                       |
| Schmiljanstraße (Lage)         | 0345                    | Hans Kurt Willi Schmiljan (1901–1961), Volkswirt und Politiker                                                                                            | 1. Feb. 1962                                 | Die Straße verläuft von der Bundesallee am Friedrich-Wilhelm-Platz bis zur Rheinstraße bis zur Saarstraße an der Kaisereiche. Die vorherigen Namen waren zwischen 1876 und 1883 Chausseestraße, zwischen 1883 und 1890 Saarstraße und von 1890 bis 1962 Kirchstraße. | Schmiljanstraße mit Blick auf den Friedrich-Wilhelm-Platz                                                                        |
| Schnackenburgstraße (Lage)     | 0170                    | Bernhard Schnackenburg (1867–1924), Kommunalpolitiker | 9. Sep. 1931                                 | Die Straße verbindet die Lauterstraße mit der Handjerystraße. Die vorherigen Namen waren zwischen 1872 und 1885 Querstraße I und von 1885 bis 1931 Feurigstraße. | Schnackenburgstraße |
| Schwalbacher Straße (Lage)     | 0300                    | vermutlich nach Bad Schwalbach, Stadt im Rheingau-Taunus-Kreis                                                                                            | um 1895                                      | Die Straße verläuft von der Stubenrauchstraße bis zur Laubacher Straße. In der Schwalbacher Straße 3/4 befindet sich das Rheingau-Gymnasium (ehemals: Reform-Realgymnasium und Oberrealschule). | Rheingau-Gymnasium in der Schwalbacher Straße                                                                                    |
| Sentastraße (Lage)             | 0095                    | Senta, Figur aus Richard Wagners Oper Der Fliegende Holländer                                                                                             | 1906                                         | Die Straße entstand 1906 durch die Anlage des Wagnerviertels auf dem Gelände des ehemaligen Sportparks Friedenau. Sie verläuft in Verlängerung der Mainauer Straße von der Bundesallee bis zum Cosimaplatz. | Sentastraße |
| Sieglindestraße (Lage)         | 0150                    | Sieglinde ist in Richard Wagners Der Ring des Nibelungen die Mutter von Siegfried                                                                         | 1906                                         | Die Straße entstand 1906 durch die Anlage des Wagnerviertels auf dem Gelände des ehemaligen Sportparks Friedenau. Sie verbindet die Bundesallee mit dem Varziner Platz. | Sieglindestraße |
| Stierstraße (Lage)             | 0315                    | Wilhelm Stier (1799–1856), Bauingenieur und Architekt | 30. Dez. 1901                                | Die Straße verläuft in Verlängerung der Fregestraße von der Hauptstraße bis zur Bennigsenstraße. Der Maler Karl Schmidt-Rottluff und der Schriftsteller Uwe Johnson wohnten und wirkten in der Stierstraße 3. | Stierstraße an der Hauptstraße                                                                                                   |
| Stubenrauchstraße ()           | 1120                    | Ernst von Stubenrauch (1853–1909), Jurist und Kommunalpolitiker                                                                                           | 5. Sep. 1889                                 | Die vorherigen Namen waren zwischen 1874 und 1876 Nassauer Straße, in den Jahren 1876–1883 Promenade IV, Promenade V und Promenade VI sowie zwischen 1883 und 1889 Ringstraße. Die Stubenrauchstraße bildet zusammen mit der Handjerystraße die für Friedenaus Straßenstruktur charakteristische U-Form der Carstenn-Figur. Der Schriftsteller Georg Hermann wohnte in der Stubenrauchstraße 5. Zur Jahreswende 1927/1928 gründeten Harry Frommermann und Robert Biberti in der Stubenrauchstraße 47 das Vokalensemble Comedian Harmonists. | Eingangsportal der Friedhofs in der Stubenrauchstraße                                                                            |
| Südwestkorso (Lage)            | 0800 (im Ortsteil)      | nach der Richtung der Straße, in die sie von Berlin aus gesehen verläuft                                                                                  | 27. März 1909                                | Der vormalige Name war Schwarzwaldstraße. Die Straße wurde als Verbindung von der damaligen Kaiserallee (heute: Bundesallee) zur seinerzeit neu errichteten Domäne Dahlem angelegt. Sie verläuft von der Bundesallee Ecke Varziner Straße bis zum Breitenbachplatz, wobei der südwestliche Teil ab Laubacher Straße in Wilmersdorf liegt. | Südwestkorso |
| Taunusstraße (Lage)            | 0495                    | Taunus, hessisches Mittelgebirge | 1898                                         | Die Straße verläuft in Verlängerung der Homburger Straße von der Laubacher Straße bis zur Görresstraße. An der Ecke zum Südwestkorso befindet sich mit dem Kleinen Theater das einzige Theater Friedenaus. | Kleines Theater an der Taunusstraße Ecke Südwestkorso                                                                            |
| Varziner Platz (Lage)          | 0060 × 40               | Varzin (Ostpommern), ein Ort, in dem Reichskanzler Otto von Bismarck ein Rittergut besaß                                                                  | 11. Mai 1983                                 | Der Platz entstand durch Verkehrsberuhigung, bei der die hier verlaufenden Straßen teilweise zu Sackgassen wurden. In den Platz münden die Brünnhilde-, Isolde- und Sieglindestraße. Die Varziner Straße tangiert den Platz. | Varziner Platz |
| Varziner Straße (Lage)         | 0810                    | Varzin (Ostpommern), ein Ort, in dem Reichskanzler Otto von Bismarck ein Rittergut besaß                                                                  | um 1900                                      | Die Straße bildet die Ortsteilgrenze zu Wilmersdorf entlang der Trasse der Ringbahn. Sie verläuft vom Südwestkorso bis zur Laubacher Straße. In der Varziner Straße 18 hatte die Bildgießerei Hermann Noack bis zum Jahr 2009 ihren traditionsreichen Sitz. | Varziner Straße |
| Walther-Schreiber-Platz (Lage) | 0100 × 50               | Walther Schreiber (1884–1958), Politiker | 5. Juli 1958                                 | Der Platz bildet die Ortsteilgrenze zu Steglitz. Er wurde vor seiner heutigen Benennung inoffiziell als Rheineck bezeichnet. Hier münden die Bundesallee, Rheinstraße, Schloßstraße, Schöneberger Straße und Bornstraße. Unter dem Platz liegt der gleichnamige U-Bahnhof der Linie U9. Am Platz befinden sich das Forum Steglitz, das Schloss-Straßen-Center und der Titania-Palast. | Walther-Schreiber-Platz, ehemals Kaufhaus Ebbinghaus                                                                             |
| Wexstraße (Lage)               | 0400 (im Ortsteil)      | Eduard Wex (1827–1902), Bauingenieur, Präsident der Eisenbahndirektion Berlin                                                                             | 22. Dez. 1911                                | Bei dem in Friedenau gelegenen Teil der Wexstraße handelt es sich um eine – nicht für Fußgänger und Radfahrer zugängliche – Kraftfahrstraße, die als 400 Meter langes autobahnähnliches Fahrbahnteilstück in die Anschlussstelle 17 – Innsbrucker Platz (Westteil) der Stadtautobahn übergeht. Der nördliche Teil der Straße liegt in Wilmersdorf. | Wexstraße |
| Wiesbadener Straße (Lage)      | 0515 (im Ortsteil)      | Wiesbaden, hessische Landeshauptstadt | um 1902                                      | Die ursprüngliche Trasse dieser Straße war der Alte Landweg nach Schmargendorf, zwischen 1873 und 1890 hieß sie deshalb Schmargendorfer Straße, später Kasseler Straße. Der westliche Teil der Straße liegt in Wilmersdorf. | Wiesbadener Straße Ecke Rheingaustraße                                                                                           |
| Wilhelm-Hauff-Straße (Lage)    | 0125 (im Ortsteil)      | Wilhelm Hauff (1802–1827), Schriftsteller | 1. Sep. 1926                                 | Die Straße verläuft in der Verlängerung der Moselstraße von der Dickhardtstraße bis zur Wielandstraße. Die vorherigen Namen waren Haufstraße (mit einem „f“), und Hauffstraße (mit zwei „f“). Ein Teil der Straße liegt in Schöneberg. | Wilhelm-Hauff-Straße |
| Wilhelmshöher Straße (Lage)    | 0460                    | Schloss Wilhelmshöhe bei Kassel | um 1890                                      | Die Straße verläuft vom Friedrich-Wilhelm-Platz bis zum Liane-Berkowitz-Platz am Südwestkorso. Die Gebäude mit den Hausnummern 17–20 wurden seinerzeit als Einküchenhäuser konzipiert und von mehreren Architekten geplant, unter anderem von Albert Gessner. Der Begriff des „Einküchenhauses“ bezeichnet das im Jahr 1900 von der Sozialdemokratin Lily Braun in der sozialistischen Debatte über Wohnungsreform und Frauenemanzipation vorgestellte Konzept einer Gemeinschaftseinrichtung verstanden. Mit der – auch als „Zentralküchenhaus“ bezeichneten – Einrichtung schuf sie eine grundlegende Idee zur Reform der Hauswirtschaft. Die Widerstandskämpferin Erika von Brockdorff wohnte im Haus Nr. 17 und der Schriftsteller und Widerstandskämpfer Adam Kuckhoff im Haus Nr. 18/19.                             | Einküchenhaus in der Wilhelmshöher Straße 17 · Wilhelmshöher Straße am Friedrich-Wilhelm-Platz                                   |

## Weitere Örtlichkeiten Friedenaus

### Georg-Hermann-Garten

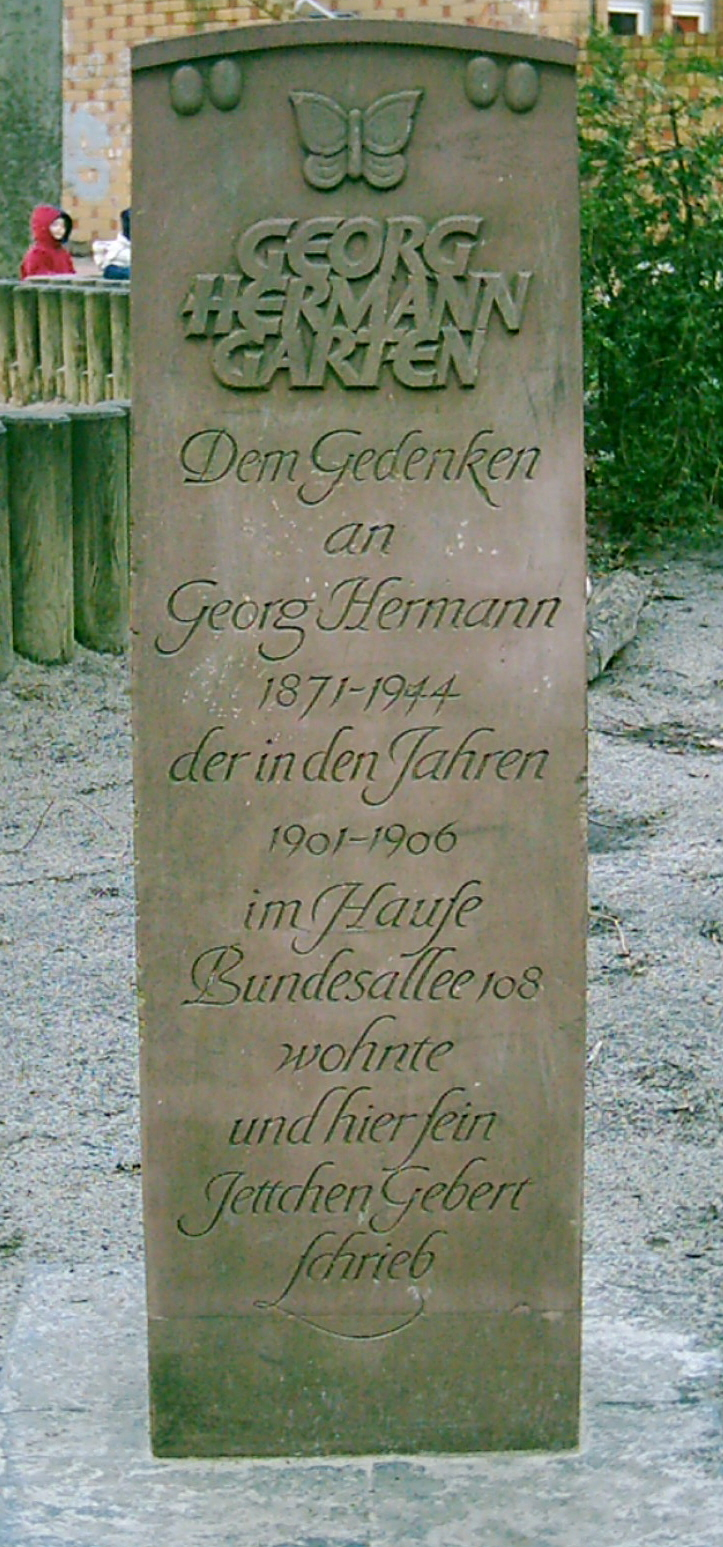
Gedenkstele aus dem Jahr 1962 im Georg-Hermann-Garten

Der Georg-Hermann-Garten wurde 1962 auf dem Gelände des ursprünglichen „Ulmenhofes“ (Park der „Villa Sarrazin“) als Gedenkort für den 1943 im KZ Auschwitz ermordeten Schriftsteller und Kunstkritiker Georg Hermann eingeweiht. Er gehörte bereits 1914 zu den wenigen Schriftstellern in Deutschland, die den Ausbruch des Ersten Weltkriegs nicht begrüßten. Der Garten gehört zwar nicht zum öffentlichen Straßenland, ist aber auf Anfrage bei der Kindertagesstätte „Pestalozzi-Fröbel-Haus“ über die Bundesallee 79–81 zu besichtigen (am Wochenende geschlossen). Die ehemaligen Zugänge in der Stubenrauch- und der Goßlerstraße sind zwischenzeitlich geschlossen worden. Der Gedenkstein für Georg Hermann steht etwas versteckt auf dem eingezäunten Kita-Spielplatz. Georg Hermann hatte zu Friedenau ein liebevoll-distanziertes Verhältnis. In seinem Roman Der kleine Gast aus dem Jahr 1925 beschrieb er Friedenau seinerzeit als „idyllisches Gartenviertel“ und als „Eldorado der Tonzwerge“ (Lage).

### Wagnerviertel
Das Wagnerviertel, begrenzt durch den Bereich der Bundesallee, Varziner Straße, Handjerystraße und Sarrazinstraße, wurde nach Werken von Richard Wagner benannt. Auf einem Teil dieses Terrains befand sich bis 1904 der Sportpark Friedenau mit einer 500 Meter langen ovalen Radrennbahn. Ursprünglich war geplant, den Gasometer Schöneberg in diesem Bereich zu errichten, was bei der Bevölkerung der seinerzeit neu entstandenen Landhauskolonie auf großen Widerstand stieß. Der Gasometer wurde dann auf der nahegelegenen „Roten Insel“ in Schöneberg errichtet. Nach dem Abriss des Sportparks wurde das Gelände ab 1906 mit Mietshäusern bebaut (Lage).

### Ehemaliger Hamburger Platz

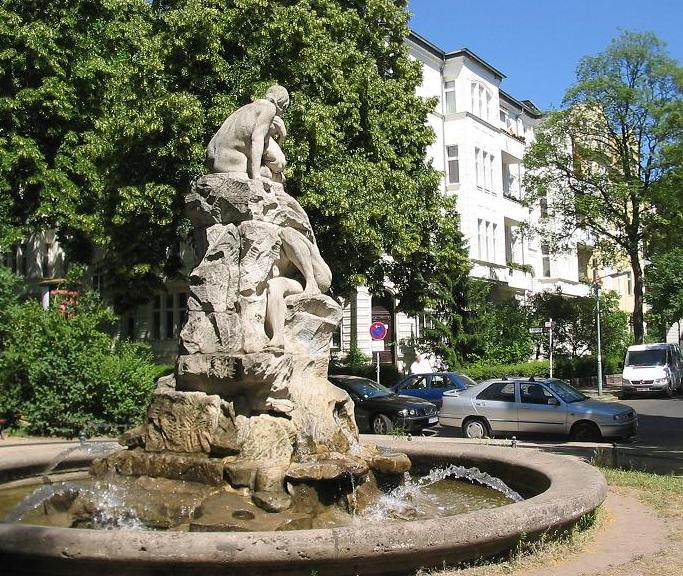
Der Sintflutbrunnen von Paul Aichele befand sich ursprünglich auf dem Hamburger Platz; heute auf dem Perelsplatz

Der ehemalige Hamburger Platz befand sich an der Straßeneinmündung der Stubenrauch- und Görresstraße (ehemals: Wilhelmstraße) am Südwestkorso (vormals: Schwarzwaldstraße) in Höhe der Offenbacher und der Mainauer Straße. Er war der nordöstliche von vier Plätzen, die die Eckpunkte der Carstenn-Figur bilden. Der Name des Platzes leitet sich von der Hansestadt Hamburg ab, dem Geburtsort des Planers Johann Anton Wilhelm von Carstenn. Die Gemeindevertretung von Friedenau beabsichtigte seinerzeit, den bereits in der Carstennschen Planung vorgesehenen Hamburger Platz – eine spiegelbildliche Anlage zum heutigen Perelsplatz – als Gemeindefriedhof anzulegen. Am 20. Mai 1881 fand die Einweihung des Friedhofs statt. Der Hamburger Platz umfasste damit nur noch den Abschnitt an der Einmündung der seinerzeitigen Schwarzwald-, Mainauer und Wilhelmstraße in die Stubenrauchstraße (heute etwa die Kreuzung Stubenrauchstraße, Südwestkorso und Görresstraße). Auf dem Platz, der angerförmig von der Straßenbahn auf beiden Seiten umfahren wurde, stand von 1909 bis 1931 der von Paul Aichele entworfene Sintflutbrunnen, der später auf dem Maybachplatz (heute: Perelsplatz) seinen aktuellen Standort fand. Der Platz musste wegen der Erweiterung des Friedenauer Friedhofs nach Süden hin aufgegeben werden, ist aber noch immer – wegen der sich hier ergebenden Öffnung der Straßen an dieser Stelle – als solcher zu erkennen. Er wurde in Adressbüchern und Plänen oft ohne Namen aufgeführt und um 1933 aufgehoben (Lage).

### Sonstiges
- Eine kleine Grünanlage in dreieckiger Form an der Grenze zu Steglitz (Kreuzung der Rheingau-, Born-, Odenwald- und Kreuznacher Straße) ist bisher namenlos (Lage).
- Die Zufahrt von der Wexstraße (südlicher Bereich) zur Stadtautobahn (RBS: 99018) mit der Anschlussstelle Innsbrucker Platz (westlicher Teil) liegt auf Friedenauer Gebiet, es ist eine örtliche Straßenverbindung (StEP-Stufe III), der OKSTRA-Klasse: A mit einer Länge von 250 Metern.